# Colomesus psittacus
Colomesus psittacus е вид лъчеперка от семейство Tetraodontidae. Видът не е застрашен от изчезване.

## Разпространение и местообитание
Разпространен е в Бахамски острови, Бразилия, Венецуела, Гвиана, Гренада, Кайманови острови, Колумбия, Куба, САЩ, Суринам, Тринидад и Тобаго, Френска Гвиана, Хаити и Ямайка.
Обитава крайбрежията на сладководни и полусолени басейни, морета, заливи и реки. Среща се на дълбочина от 0,1 до 40 m, при температура на водата от 26,7 до 27,5 °C и соленост 34,8 – 36,2 ‰.

## Описание
На дължина достигат до 28,9 cm.